# Theophrasta jussieui
Theophrasta jussieui är en viveväxtart som beskrevs av John Lindley. Theophrasta jussieui ingår i släktet Theophrasta och familjen viveväxter. Inga underarter finns listade i Catalogue of Life.

## Bildgalleri

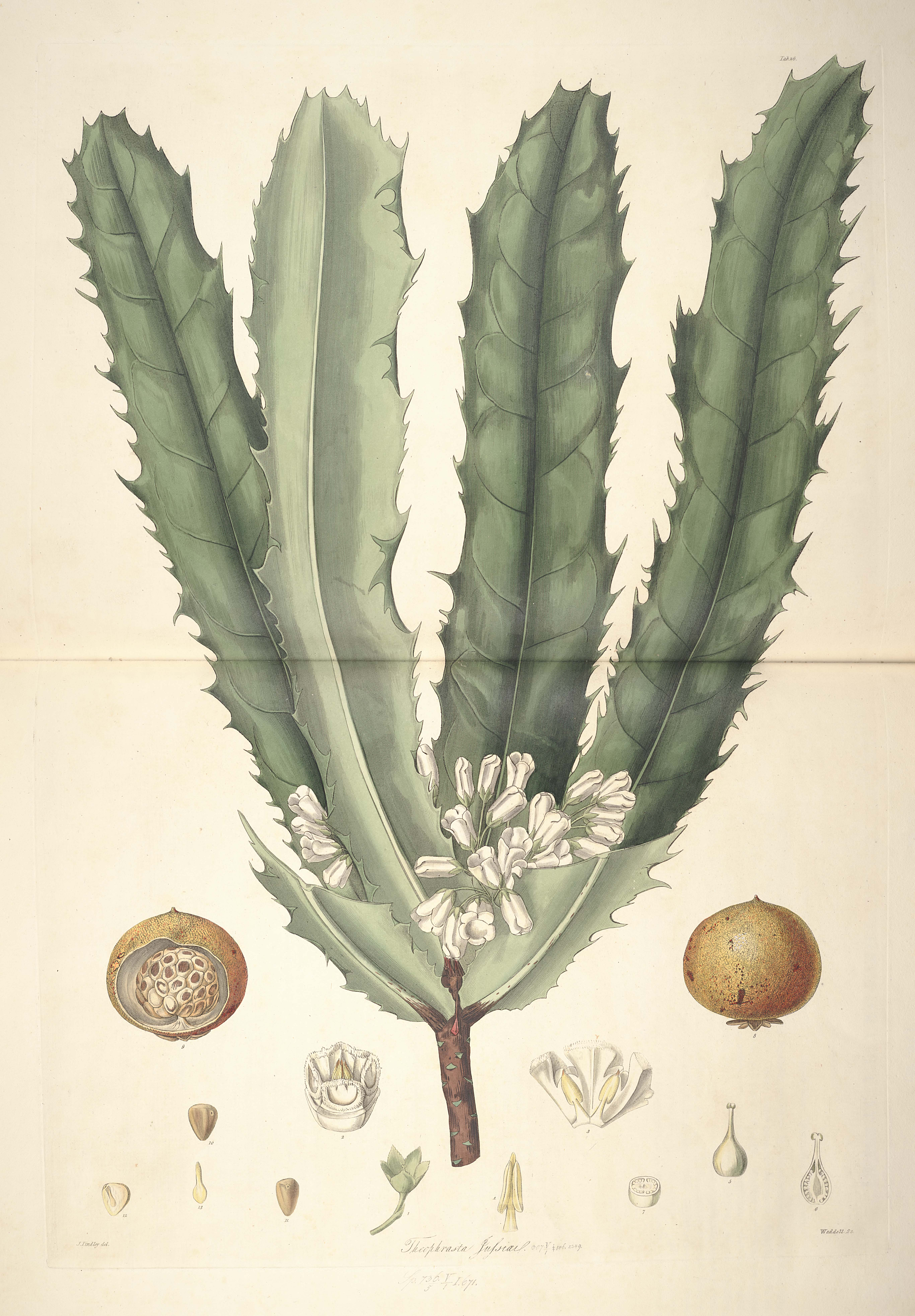
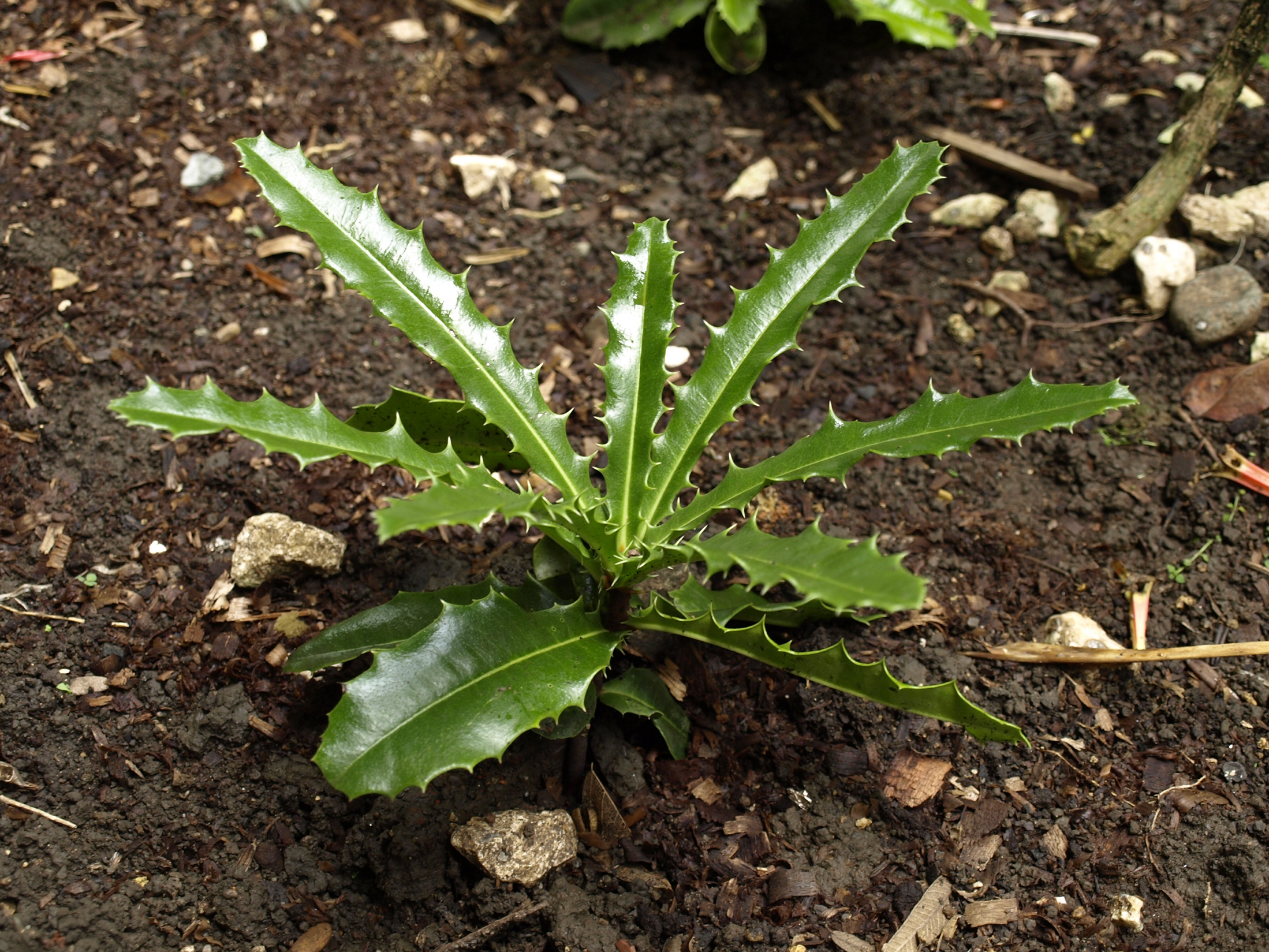